# Frans spikkeldikkopje
Het Frans spikkeldikkopje (Pyrgus bellieri) is een vlinder uit de familie van de dikkopjes (Hesperiidae). De wetenschappelijke naam is voor het eerst gepubliceerd in 1910 door Charles Oberthür als Syrichtus alveus bellieri.

## Voorkomen
De soort komt voor in Noordoost-Spanje, Zuid-Frankrijk en Midden-Italië.

## Ondersoorten
- Pyrgus bellieri bellieri (Oberthür, 1910)
- Pyrgus bellieri picenus (Vérity, 1920) (Italië)[2]